# Policoro
Policoro (Griego: Polychoron) es un municipio de Italia situado en la provincia de Matera, en la Basilicata. Cuenta con 16.085 habitantes (2009). Situada en la costa su población crece en verano debido a la afluencia de turistas que van a disfrutar de su playa.

## Geografía
Policoro está situada en la fértil llanura de Metaponto a tres kilómetros del Mar Jónico. Es la tercera ciudad de la provincia de Matera en población, y es el segundo en importancia económica y cultural. Limita al norte con el municipio de Scanzano Jonico, al este con el Mar Jónico, al sur con Rotondella y al oeste con el territorio de Tursi.
Clasificación sísmica: zona 2 (sismicidad medio-alta), Ordenanza PCM n. 3274 del 20/03/2003.
Siempre han vivido la presencia de la malaria y la turba.

## Historia
Se encuentra a corta distancia de las ruinas de la antigua ciudad de Heraclea, un centro importante de la Magna Grecia fundada en el siglo VI a. C., y donde los romanos se enfrentaron en el 280 a. C. a Pirro de Epiro. Desde la Edad Media se desarrolló una pequeña aldea cerca del castillo señorial. En 1959 dejó de ser una fracción de Montalbano Jonico y se convirtió en un municipio autónomo. Desde entonces ha habido un aumento considerable de la población que llevó a Policoro a ser el quinto centro en la región, y es un candidato para convertirse en la próxima nueva provincia, junto con Melfi, en la región.

## Demografía
Evolución demográfica
| Gráfica de evolución demográfica de Policoro entre 1861 y 2008 |
|                                                                |
| Fuente ISTAT - elaboración gráfica de Wikipedia                |

## Economía
A unos "pasos" del mar, en el papel, Policoro debería tener una larga tradición en las actividades náuticas y la pesca. En realidad, la relación de la ciudad de Policoro es más de la cultura de la comarca agrícola cercana.

### Agricultura
Importantes cultivos, especialmente las fresas, típicas de Metapontino. En efecto, la zona tiene una fuerte presencia de explotaciones agrícolas de cultivo de fruta. En este sentido, las exportaciones a Europa son el punto fuerte de la economía de la zona, destacando las naranjas y los kiwis. 

### Industria
Las industrias, especialmente las pequeñas y medianas empresas, están teniendo un desarrollo significativo. Se trata de empresas textiles, fábricas de pasta y de transformación del hierro. Muchas empresas pertenecen también a actividades comerciales y a servicios.

## Turismo
En fase de fuerte desarrollo se encuentra el turismo de verano y también es importante el turismo arqueológico: es de señalar, la presencia del Museo Arqueológico Nacional de Siritide, que muestra los objetos encontrados en Heraclea en un recorrido cronológico desde el Neolítico hasta la época romana. 

## Ciudadanos notables
- Domenico Pozzovivo, ciclista profesional
- Simone Zaza, futbolista